# Erich Dieckmann
Erich Dieckmann (ur. 5 listopada 1896 w Kauerniku (obecnie Kurzętnik), zm. 8 listopada 1944 w Berlinie) – niemiecki projektant mebli w stylu Bauhausu.

## Życiorys
Urodził się w 1896 w Kurzętniku. W latach 1918–1920 studiował architekturę w Wyższej Szkole Technicznej w Gdańsku (niem. Technische Hochschule in Danzig), jednak porzucił architekturę po ukończeniu kursu przygotowawczego i udał się do Drezna, aby podjąć studia z malarstwa i rysunku. W 1921 przeniósł się do Weimaru i podjął naukę w Państwowej Szkole Rzemiosł – Bauhaus. Tam w latach 1921–1924 odbył praktykę w zawodzie stolarza. Po zdaniu pierwszego egzaminu na rzemieślnika (1924), został zastępcą kierownika warsztatów meblowych, po odejściu Marcela Breuera. 
Po przeniesieniu Bauhausu do Dessau w 1925 roku, Dieckmann przeniósł się do Państwowej Szkoły w Weimarze, gdzie był szefem warsztatu stolarskiego (1925–1930). W 1931 udał się do Halle, do Burg Giebichenstein Kunsthochschule Halle, gdzie został szefem stolarni aż do odwołania przez narodowych socjalistów. Od 1939 roku przebywał w Berlinie, gdzie zmarł w 1944.
W Szkole Rzemiosł Bauhaus, Erich Dieckmann pracował głównie nad rozwojem typów siedzisk do mebli. Podobnie jak Marcel Breuer, Erich Dieckmann eksperymentował z rurkami stalowymi. Najważniejsze prace Dieckmanna to standardowe, prosto wykonane, drewniane meble. Struktura siedzenia jest ściśle geometryczna, z ramą wykonaną z drewna, kwadratową, ułożoną pod kątem prostym. Inną typową cechą mebli Ericha Dieckmanna jest połączenie podłokietników i nóg krzeseł w jedną konstrukcję. Użycie wysokiej jakości drewna twardego, a nawet maty trzcinowej złagodziło surową geometrię projektów, natomiast ich standaryzacja dokonywana w miarę możliwości pozwoliła na ekonomiczną produkcję masową.